# Sant Sebastià de Premià de Dalt
Sant Sebastià de Premià de Dalt és una església de Premià de Dalt (Maresme) protegida com a bé cultural d'interès local. Està situada al Cementiri de Premià de Dalt.

## Descripció
Capella dedicada a Sant Sebastià situada al turó del Castell, on es troba l'actual cementiri municipal. És de planta rectanuglar amb absis i teulada àrab a dues aigües. Adossats, hi ha dos cossos amb nínxols a la façana est i oest, mentre que la façana principal està orientada al sud. La façana presenta unes elements senzills: les finestres i la porta són de llinda plana amb carreus de pedra i sobre la porta hi ha una petita fornícula segurament amb una imatge del Sant. A tota l'amplada de façana disposa d'un banc corregut.
Pel que fa a l'interior, es tracta d'una sola nau longitudinal amb un banc corregut coberta amb volta de canó i un absis semicircular també amb banc i una escala d'accés al cor. Disposa també d'una petita capelleta d'obra on hi ha la figura del sant.

## Història
És probable que s'erigís en època medieval i que s'hagi reformat recentment.